# 세포페라존
세포페라존(Cefoperazone)은 3세대 세팔로스포린 계열 항생제로, 화이자가 세포비드(Cefobid)라는 상품명으로 판매한다. 세프타지딤, 세페핌과 함께 슈도모나스에 효과가 있는 몇 안되는 세팔로스포린 약물 중 하나이다. 다른 세팔로스포린 계열 약물처럼 세균의 세포벽 합성을 억제하여 작용한다.
특허가 출원된 것은 1974년, 의료용 사용이 승인된 것은 1981년이다. 베타-락타메이스 억제제인 설박탐과 병합된 약제인 세포페라존/설박탐 (상품명: 설페라존)이 사용되기도 한다.

## 활성 범위
세포페라존은 광범위 항생제에 속하며 호흡기, 비뇨기, 피부, 여성 생식기 등의 감염 원인균을 주로 표적으로 한다. 다음은 몇몇 주요 세균의 최소 저지 농도(MIC) 자료이다.
- Haemophilus influenzae: 0.12 - 0.25 μg/ml
- Staphylococcus aureus: 0.125 - 32 μg/ml
- Streptococcus pneumoniae: ≤0.007 - 1 μg/ml[2]

## 부작용
세포페라존은 N-메틸싸이오테트라졸 (NMTT 또는 1-MTT) 곁사슬을 가지고 있다. 항생제 분자가 체내에서 분해되면 유리 NMTT가 방출되면서 저프로트롬빈혈증의 원인이 될 수 있다. 이는 비타민 K 에폭사이드 환원효소가 억제되기 때문일 가능성이 있다. 또한 유리 NMTT가 디설피람과 유사하게 알데하이드 탈수소효소를 억제하여, 에탄올을 마실 시 숙취와 비슷한 반응이 나타날 수 있다. 이러한 디설피람 유사 반응(disulfiram like reaction)은 세포페라존 외에도 세파만돌, 세포테탄, 세푸록심 등 다른 세팔로스포린 계열 항생제에서도 나타날 수 있다.